# شهرستان سویر، یوتا

شهرستان سویر، یوتا (به انگلیسی: Sevier)یکی از شهرستان‌های ایالت یوتا است. سویر در منطقه مرکزی یوتا قرار داشته و بر طبق آمارهای سال ۲۰۱۰ از اداره آمار آمریکا، جمعیتش ۲۰.۸۱۲ نفر بوده. همچنین مرکز این شهرستان نیز شهر ریچفیلد است.
این شهر با مساحت ۴.۹۷۰ کیلومتری‌مربع، در تاریخ ۱۶ ژانویه ۱۸۶۵ شکل گرفته و تشکیل شد. در واقع جهت تشکیل شدن،از شهرستان سنپیت که دقیقاً در قسمت شمالی‌اش قرار دارد جدا شد.

## پیوند
- وب‌گاه رسمی